# Dualidad (circuitos eléctricos)
En ingeniería eléctrica, los términos eléctricos se asocian en pares llamados duales.
El dual de una relación se forma intercambiando tensión y corriente en una expresión. La expresión dual generada es una de la misma forma.
A continuación se cita una lista de dualidades eléctricas:
- tensión  → corriente
- circuito paralelo → circuito serie
- resistencia → conductancia
- división de tensión → división de corriente
- impedancia → admitancia
- capacitancia → inductancia
- reactancia → susceptancia
- cortocircuito → circuito abierto
- ley de corrientes de Kirchhoff → ley de tensiones de Kirchhoff.
- teorema de Thévenin → teorema de Norton
- dos resistencias en serie → dos conductancias en paralelo;

## Ejemplos

### Relaciones básicas
- Resistor y conductor (Ley de Ohm)

{\displaystyle v=iR\iff i=vG\,}

- condensador e Inductor – forma diferencial

{\displaystyle i_{C}=C{\frac {d}{dt}}v_{C}\iff v_{L}=L{\frac {d}{dt}}i_{L}}

- Condensador e Inductor – forma integral

{\displaystyle v_{C}(t)=V_{0}+{1 \over C}\int _{0}^{t}i_{C}(\tau )\,d\tau \iff i_{L}(t)=I_{0}+{1 \over L}\int _{0}^{t}v_{L}(\tau )\,d\tau }

### División de tensión — división de corriente
{\displaystyle v_{R_{1}}=v{\frac {R_{1}}{R_{1}+R_{2}}}\iff i_{G_{1}}=i{\frac {G_{1}}{G_{1}+G_{2}}}}

### Impedancia y admitancia
- Resistor y conductor

{\displaystyle Z_{R}=R\iff Y_{G}=G}

{\displaystyle Z_{G}={1 \over G}\iff Y_{R}={1 \over R}}

- Condensador e inductor

{\displaystyle Z_{C}={1 \over Cs}\iff Y_{L}={1 \over Ls}}

no

{\displaystyle Z_{L}=Ls\iff Y_{c}=Cs}